# 河野村 (石川県)
河野村（かわのむら）は石川県能美郡にあった村。現在の白山市南部、手取川とその支流の大日川の左岸にあたる。

## 地理
- 山 ： 揚原山、火燈山
- 河川 ： 手取川、大日川

## 歴史

### 村名の由来
河合の「河」と下野・上野の「野」から命名。

### 沿革
- 1889年（明治22年）4月1日 - 町村制の施行により、広瀬村、瀬木野村、河合村、若原村、下野村、上野村、三坂村及び出合村の区域をもって、河野村が発足する。
- 1907年（明治40年）8月5日 - 別宮村、河野村及び吉原村が合併して、鳥越村が発足する。

## 交通

### 鉄道路線
後に北陸鉄道金名線の広瀬駅・瀬木野駅・服部駅・加賀河合駅・大日川駅・下野駅・手取温泉駅が所在したが、当時は未開業。